# Улица Свободы (Москва)
У́лица Свобо́ды — улица в районах Покровское-Стрешнево, Северное Тушино и Южное Тушино Северо-Западного административного округа города Москвы. Проходит от Волоколамского шоссе до МКАД.

## Название
Улица, получившая идеологическое название после 1917 года, находится на территории бывшего города Тушино. В 1960 году Тушино вошло в состав Москвы, а в 1964 году к улице была присоединена Садовая улица.

## Описание
Улица Свободы проходит от транспортной развязки с Волоколамским шоссе (в развязку также включены улица Водников, Тушинский мост над рекой Химкой, путепровод Рижского направления Московской железной дороги над Волоколамским шоссе и трамвайная эстакада) на север, пересекает Тушинскую улицу, далее с запада к ней примыкает улица Циолковского, улица Свободы пересекает улицу Долгова, с запада к улице Свободы примыкает улица Мещерякова, улица Свободы пересекает Малую Набережную улицу, Сходненский деривационный канал (по Восточному мосту) и Лодочную улицу, далее с востока к улице Свободы примыкает проезд Досфлота, затем — улица Фабрициуса с запада и Лодочная улица с востока, далее к улице с запада примыкают Парусный проезд и Химкинский бульвар, улица Фомичёвой и Алёшкинский проезд, улица Свободы поворачивает на северо-запад, с юго-запада к ней примыкает Планерная улица, улица Свободы проходит до МКАД, за которой продолжается как Молодёжная улица города Химки. Улица Свободы проходит вдоль канала имени Москвы (участок от Волоколамского шоссе до Сходненского деривационного канала), Химкинского водохранилища (участок от Сходненского деривационного канала до Алёшкинского проезда) и его Бутаковского залива (участок от Алёшкинского проезда до МКАД). Между улицей Свободы и Химкинским водохранилищем расположен парк «Северное Тушино». Нумерация домов начинается от Волоколамского шоссе.

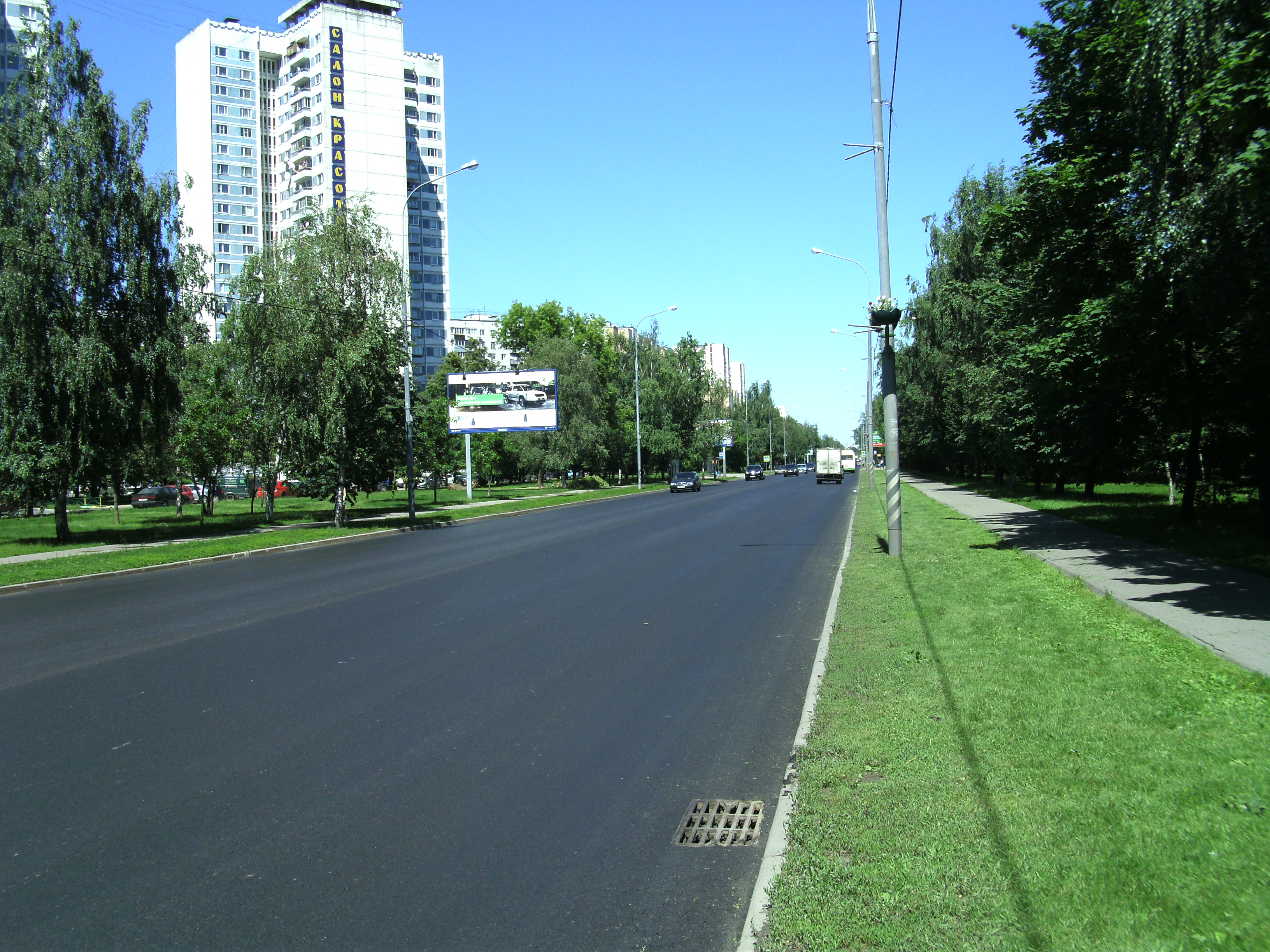
У дома № 71, вид на север
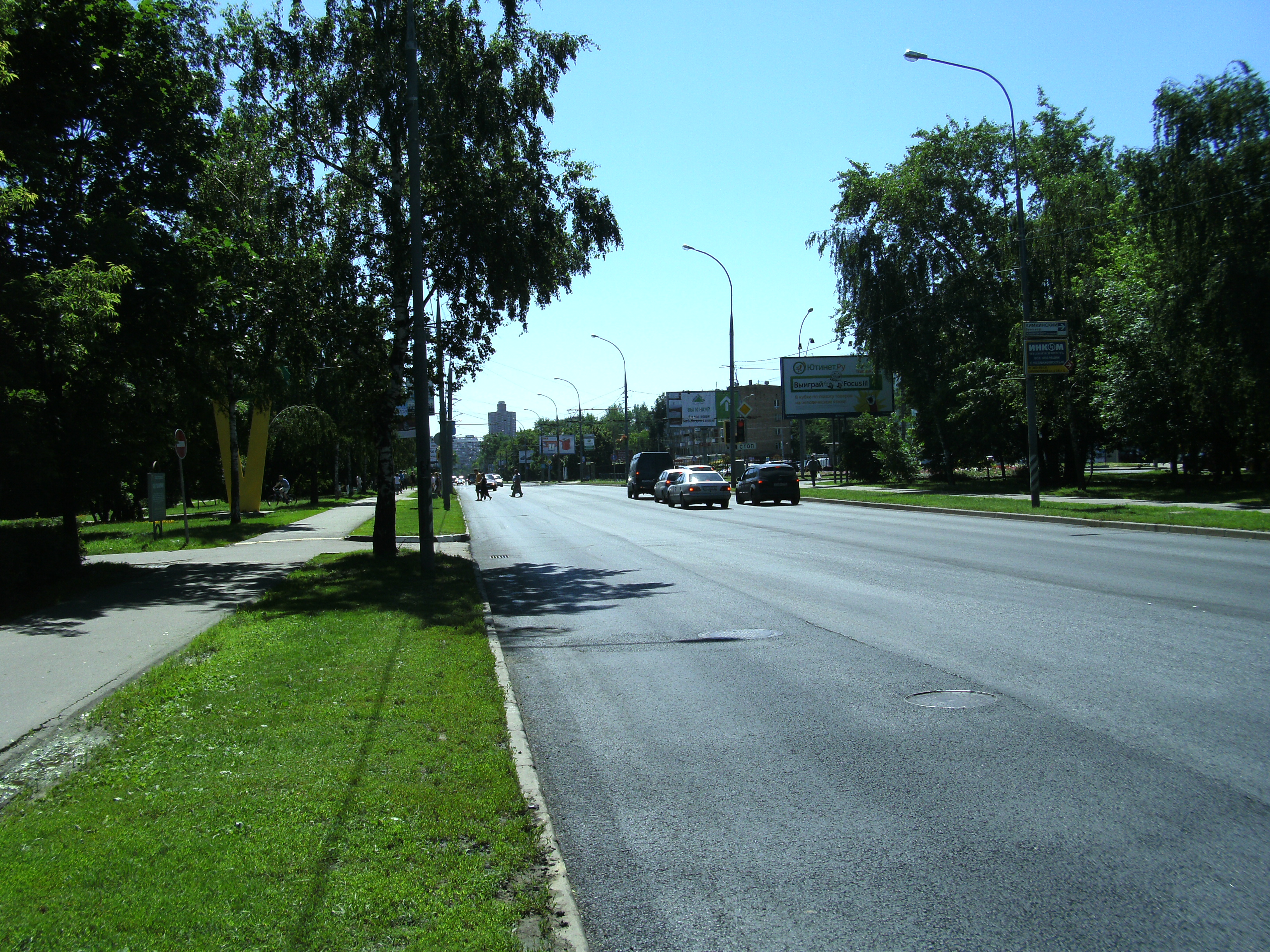
У дома № 71, вид на юг

## Примечательные здания и сооружения
По нечётной стороне:
- д. 3, к. 1 — коррекционная школа № 834;
- д. 13/2 — префектура Северо-Западного административного округа Москвы; в сквере перед зданием префектуры установлены фонтан и танк Т-34-85 (в честь 50-летия Победы в Великой Отечественной войне);
- д. 35 — Тушинский машиностроительный завод;
- д. 37 — Дворец культуры «Салют»;
- д. 51 — детский сад № 270;
- д. 57, к. 1 — Главный вычислительный центр ЦБ РФ (1970-е, архитекторы Л. Н. Павлов, А. П. Семёнов, Н. Рукавишникова, конструкторы Е. Б. Гармсен, Н. В. Горная, В. Г. Ишутин)[2]
- д. 81, к. 6 — школа № 599.

По чётной стороне:
- д. 10 — Московский государственный академический театр танца «Гжель»;
- д. 42, к. 2 — гимназия № 1551;
- д. 56 — парк культуры и отдыха «Северное Тушино».

## Транспорт

### Автобус
- Т: от Тушинской улицы до Лодочной улицы, от улицы Фабрициуса до Алёшкинского проезда и от Лодочной улицы до Малой Набережной улицы.
- т70: от Волоколамского шоссе до Химкинского бульвара и обратно.
- н12: от Волоколамского шоссе до Химкинского бульвара и обратно.
- 62: от Тушинской улицы до улицы Фабрициуса и от улицы Фабрициуса до улицы Циолковского.
- 96: от Тушинской улицы до Химкинского бульвара и от Химкинского бульвара до Малой Набережной улицы.
- 173: от Планерной улицы до МКАД и обратно.
- 199: от улицы Фомичёвой до МКАД и обратно.
- 212: от улицы Фомичёвой до МКАД и обратно.
- 248: от Волоколамского шоссе до улицы Фабрициуса и от Восточного моста до Волоколамского шоссе.
- 268: от Планерной улицы до МКАД и обратно.
- 678: от Тушинской улицы до улицы Фабрициуса и от Алёшкинского проезда до Малой Набережной улицы.
- 817: от Планерной улицы до МКАД и обратно.
- 865: от Планерной улицы до МКАД и обратно.
- 959: от Планерной улицы до МКАД и обратно.
- 383, 434, 469, 472, 484, 971к (областные): от Планерной улицы до МКАД и обратно.

### Троллейбус
- 202: от Планерной улицы до МКАД и обратно.
- 203: от Планерной улицы до МКАД и обратно.

### Трамвай
- 6: от Лодочной улицы до Волоколамского шоссе.
- Трамвайное кольцо «Восточный мост»: на пересечении c Лодочной улицей.

### Метро
- Станция метро «Планерная» Таганско-Краснопресненской линии — у северного конца улицы, на Планерной улице.
- Станция метро «Сходненская» Таганско-Краснопресненской линии — западнее улицы, на пересечении улицы Героев Панфиловцев, Сходненской улицы, Химкинского бульвара и бульвара Яна Райниса.
- Станция метро «Тушинская» Таганско-Краснопресненской линии — у южного конца улицы, на проезде Стратонавтов.

### Железнодорожный транспорт
- Станция Тушино Рижского направления Московской железной дороги — у южного конца улицы, между Тушинской улицей и проездом Стратонавтов.

## Зоны отдыха
Улица Свободы благоустроена и озеленена. Основные работы по созданию здесь прогулочной зоны проходили в 2017 году. В основе концепции оформления лежит образ русского сада, который возник из исторического названия улицы (Садовая), а также образ Москвы (благоустройство проходило в год 870-летия города), который отражен в золотой гамме малых архитектурных форм. В районе Южное Тушино обустроены детские площадки и зона воркаут.
Обустроены скверы у домов 18 и 23, у Префектуры СЗАО (дом 13/2).

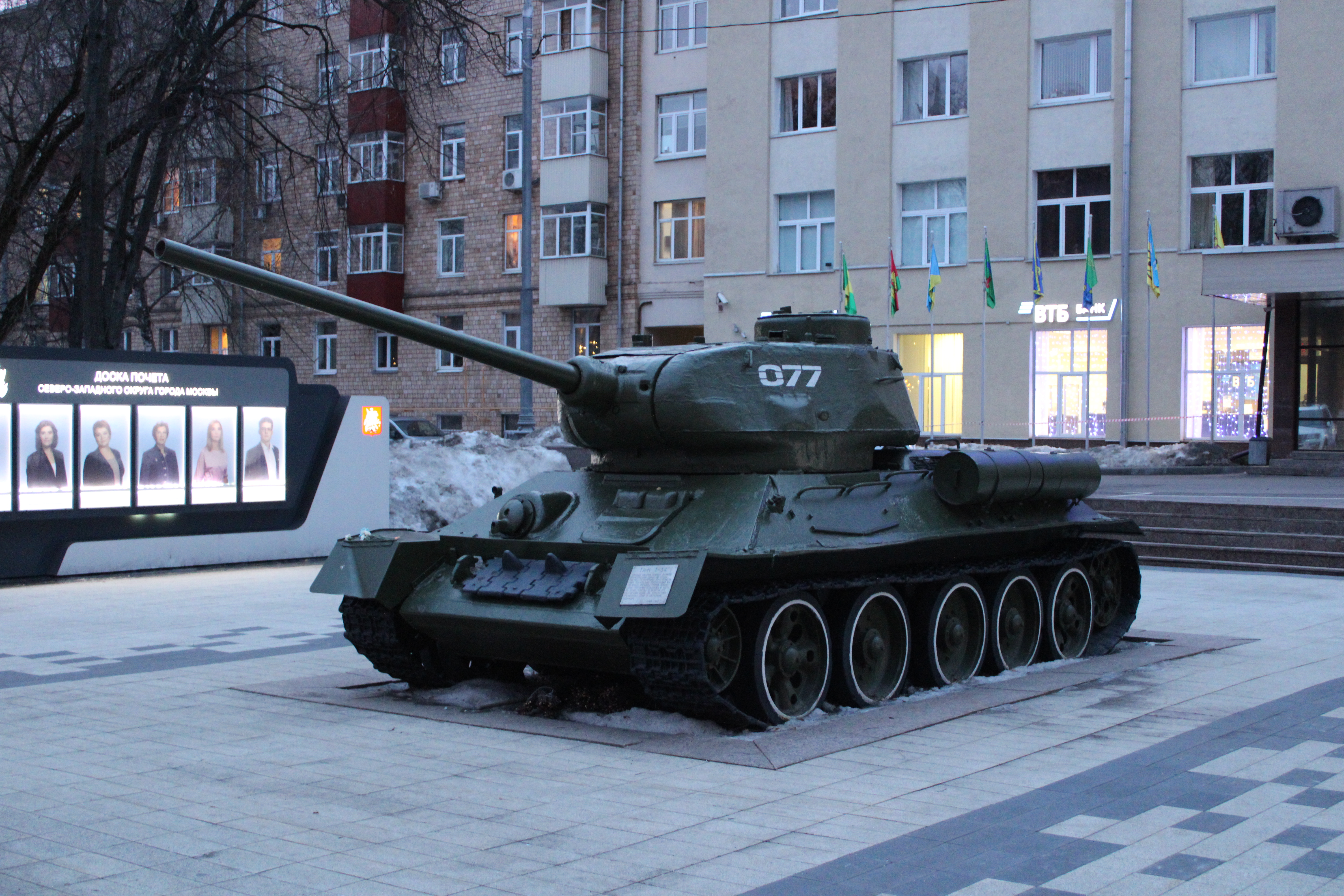
Танк Т-34 у префектуры СЗАО

Вдоль парка «Северное Тушино» проложена еще одна пешеходная зона, особенностью которой стали фонари-порталы в форме буквы «Г». Аллея была построена в 2019 году в рамках программы «Мой район».
Кроме того, к улице примыкают природные и озелененные территории:
В районе Северное Тушино:
- Природно-исторический парк «Тушинский»
- Музейно-парковый комплекс «Северное Тушино»

В районе Южное Тушино:
- Сквер «Салют»

В районе Покровское-Стрешнево:
- Сквер у кинотеатра «Метеор»
- Парк долины реки Химки